# Veselin Marčev
Veselin Valentinov Marčev (in bulgaro Веселин Валентинов Марчев?; Plovdiv, 7 febbraio 1990) è un calciatore bulgaro, attaccante del Sajana Haskovo.

## Carriera
Ha giocato nella massima serie dei campionati bulgaro e cipriota.